# پروین صالحی مبارکه
پروین صالحی مبارکه (زادهٔ ۱۳۴۸ در مبارکه) پزشک و سیاستمدار ایرانی است که  در دورهٔ یازدهم به‌عنوان نمایندهٔ مبارکه از استان اصفهان در مجلس شورای اسلامی فعّالیت می‌کرد.

## مجلس شورای اسلامی
وی موفق شد در یازدهمین انتخابات مجلس شورای اسلامی که در تاریخ ۲ اسفند ۱۳۹۸ برگزار شد، با کسب ۱۲ هزار و ۷۵ رای، از حوزه انتخابیه مبارکه از استان اصفهان انتخاب گردد و به مجلس راه یابد. وی همچنین در دورهٔ یازدهم عضو کمیسیون بهداشت و درمان مجلس شورای اسلامی بود.

## مواضع
صالحی مبارکه از امضا کنندگان طرح ممنوعیت مذاکره مسئولان و مقامات جمهوری اسلامی ایران با مقامات ایالات متحده آمریکا بوده‌است.